# Landgraviat de Hesse-Wanfried
Le landgraviat de Hesse-Wanfried fut un petit État du Saint-Empire romain germanique. L'expansion de ce Langgrafentums correspond par exemple à situation et à la dimension du Werra-Meißner-Kreis en Hesse. La Hesse-Wanfried d'une superficie de 1021 km2 était une partie de la Hesse-Cassel de 1649 à 1755. Au décès de Christian de Hesse-Wanfried, dernier Langrave de Hesse-Wanfried, cet État revint, suivant les règles de succession à la Hesse-Rotenbourg 1755.En 1834, le Hesse-Rotenbourg est également retombé à la principauté de Hesse-Cassel.